# Ústie-Bassí
Ústie-Bassí (en rus: Устье-Бассы) és un poble de Baixkíria, a Rússia, que en el cens del 2010 tenia 22 habitants. Pertany al districte d'Arkhànguelskoie.